# Postagalamb

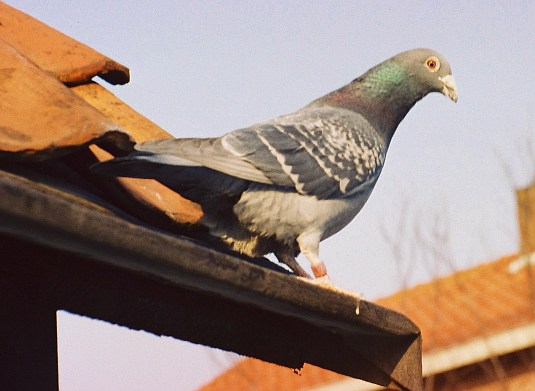
Postagalamb

A postagalamb a házi galamb (Columba livia domestica) egy fajtája, vagyis háziasított szirti galambok, melyeket arra tenyésztettek ki, hogy nagy távolságokból is hazataláljanak, így üzenetek szállítására alkalmazzák őket. Ennek az általános elnevezése a galambposta. A klasszikus katonai híradásban is használták.

## Története
Az ókori rómaiak és görögök idejében (Kr. e. 500 körül) már használták hírvivőként a galambokat.
A középkori Abbászida Birodalom több tízezer madárból és több száz galambászból és írnokból álló galambpostarendszert működtetett. A birodalom a mai Iraktól egészen az észak-afrikai Atlanti-óceán partjáig ért és a madarak az üzeneteket nagy sebességgel tudták továbbítani. Amikor Timur Lenk mongol hadvezér 1401-ben Bagdad lakóit lemészárolta, elpusztította a kalifa galambjait is.
1815-ben Nathan Mayer Rothschild londoni bankár a galambpostának köszönhetően duplázta meg a vagyonát: elsőként szerzett tudomást Napóleon waterloo-i vereségéről. 
A postagalambokat az első és második világháborúban is használták. Harminckét galambot jutalmaztak Dickin-medállal, mely a Viktória-kereszttel egyenrangú, állatok számára adható legmagasabb rangú brit katonai kitüntetés, amit 1943-ban a PDSA (People's Dispensary for Sick Animals) (Beteg állatokról gondoskodó emberek szervezete) alapítója, Maria Dickin alapított
A postagalambok az üzeneteket korábban egy irányba vitték, az otthonukba, előtte el kellett szállítani őket a távolabbi helyekre. Később azonban táplálékuk egyik, otthonuk másik helyre helyezésével kiképezték őket az oda-vissza szállításra akár naponta kétszer is. Ezzel a postagalambok 160 km-es utat is meg tudtak tenni.

## Megjelenésük
A postagalambok testhossza 31–34 cm, testtömege 230-370 g. Csontjainak nagy része üreges, így a galamb kis súlyú, valamint erős mellizmai vannak. A hím pár cm-rel nagyobb és színesebb lehet a tojónál.

## Tájékozódás
Egyes nézetek szerint a galambok a Föld mágneses mezejének csekély változásait aknázzák ki a tájékozódásra. Német kutatók pedig  a csőr felső részét fedő bőrben találtak egy összetett idegi struktúrát, amely kétféle vasoxidot tartalmaz. Ezek jelenléte és térbeli elhelyezkedése elegendő ahhoz, hogy a csőr iránytűként szolgáljon.
Más kutatók úgy találták, hogy inkább a szaglásuk vezeti haza őket, és hogy a galambok „szagtérképeket” készítenek a környezetükről, és ezt használják fel a tájékozódásukhoz. A szagjeleket az agyba szállító idegek átvágása után többségükben nem találnak haza, míg más galambok az agy mágneses mező változásait detektáló területeinek kiiktatása dacára is képesek hazatalálni.

## Postagalambsport
A repülési szezon április közepétől szeptember végig tart, ezalatt a postagalambászok speciális, szervezett repüléseken vesznek részt galambjaikkal. Előtte a galambot tanítani kell, amit maga a galambász vagy a postagalambász egyesületek és szervezeteik speciális „tréning” röptetések keretében tehetnek meg.
A postagalambsport nemzetközi szervezetében, az FCI-ben (Féderation Colombophile Internationale) 58 tagország van jelen.

## Motiváció
A versenyek eredményességét befolyásolja, hogy mennyire motiváltak az egyes galambok a hazatérésben. A „természetes” módszer esetén a fészekbe való visszatérés és a fiókák nevelése jelenti a motivácót. Így mindkét nem tagjait versenyre lehet küldeni.
Az „özvegyekkel” való versenyzés során viszont a hímet és a tojót az edzés és a verseny idejére elválasztják egymástól. Időről időre találkozhatnak, de csak oly módon, hogy abból szaporulat ne keletkezhessen. A pár egyik tagja, általában a tojó, a verseny idején otthon marad. Elsősorban a rövid és a középtávú versenyeknél hasznosítható a versenyzők erősebb törekvése, hogy a párjukkal újra találkozhassanak. A versenyző motivációja tovább fokozható, ha féltékenységi helyzetet szervez a tenyésztő.
Nyugat-Európában ez a legelterjedtebb versenyzési mód, de Magyarországon is egyre gyakrabban alkalmazzák.